# Успенська площа
Успенська площа — площа у Соборному районі міста Дніпро, колишній церковний майдан слободи Половиця й одна з головних площ Катеринославу.
Успенська площа займає два міських квартали. Площа є продовженням осі вулиці В'ячеслава Липинського, яку після закінчення площі продовжує Ливарна вулиця. Початок на перехресті перпендикулярної осі вулиць Шолом-Алейхема й Коцюбинського; кінець — на перехресті
Довжина вулиці — 350 метрів; ширина — 100 метрів.

## Історія
Половицька назва не зберіглася. Після побудови Свято-Успенського собору площа отримала назву від нього.
1923 року площу було перейменовано на площу Дем'яна Бідного, на ім'я модного тоді пролетарського поета Юхима Придворова, що взяв собі цей псевдонім.
2015 року, розпорядженням міського голови Бориса Філатова площі повернуто катеринославську назву.

### Свято-Успенський собор
Дерев'яний п'ятиглавий Успенський собор займав місце на початку Ливарної вулиці, на місці нинішнього скверу Кирила і Методія. Проект Успенського кам'яного собору розроблено 1837 року у Петербурзі членами Будівельного комітету та Комісії проектів та кошторисів, архітекторами Людвігом Шарлеманем й Пьєтро Вісконті, які розробили роком раніше Троїцький кафедральний собор. Проекти виконані в російсько-візантійському стилі, що інтенсивно насаджався за правління Миколи I (1825—1855), який є штучним поєднанням пізнього класицизму з елементами російської та візантійської храмової архітектури.
Успенський кам'яний собор звели подалі на південний захід від дерев'яного храму в 1839—1850 роках. Церковна будівля представляє собою прямокутник, що завершувало п'ять шоломоподібних куполів. Оформлення фасаду було дуже суворим, з мінімумом декору. Успенський собор був зовні подібен Троїцькому собору. Виділявся храм своєї дзвіницею, тривалий час була найвищою будівлею нижньої частини міста. 1936 року храм закрили, куполи та дзвіницю знесли, а саму будівлю перебудували в міську лікарню № 10.
Дзвіниця храму містила угорі головний катеринославський годинник братів «Бутеноп», що також виробили годинник для Спаської башти московського кремля.

## Перехресні вулиці
- вулиця В'ячеслава Липинського,
- вулиця Шолом-Алейхема,
- вулиця Михайла Коцюбинського,
- вулиця Якова Самарського,
- вулиця Павла Нірінберга,
- Крутогірний узвіз,
- Ливарна вулиця.

## Будівлі
- № 1 — Загальноосвітня середня школа № 100 - Ліцей,
- № 5 — взірець давньої половицької архітектури — будинок купця Давида Пчолкіна (Бджолкина) — з 2006 року тут готель «Еден»,
- № 7 — прокуратура,
- № 11 — готель «Дворянський» — розташовано у давній садибі ще до-Катеринославського часу міста,
- № 11а — одноповерхова садиба козацької старшини старої Половиці,
- № 14 — Будинок учителя Управління освіти і науки Дніпропетровської міської ради, раніше — Дніпровський театрально-художній коледж,
- № 16 — будівля Свято-Успенського собору, колишня міська лікарня № 10; інша будівля — колишня середня загальноосвітня школа № 22.

## Галерея

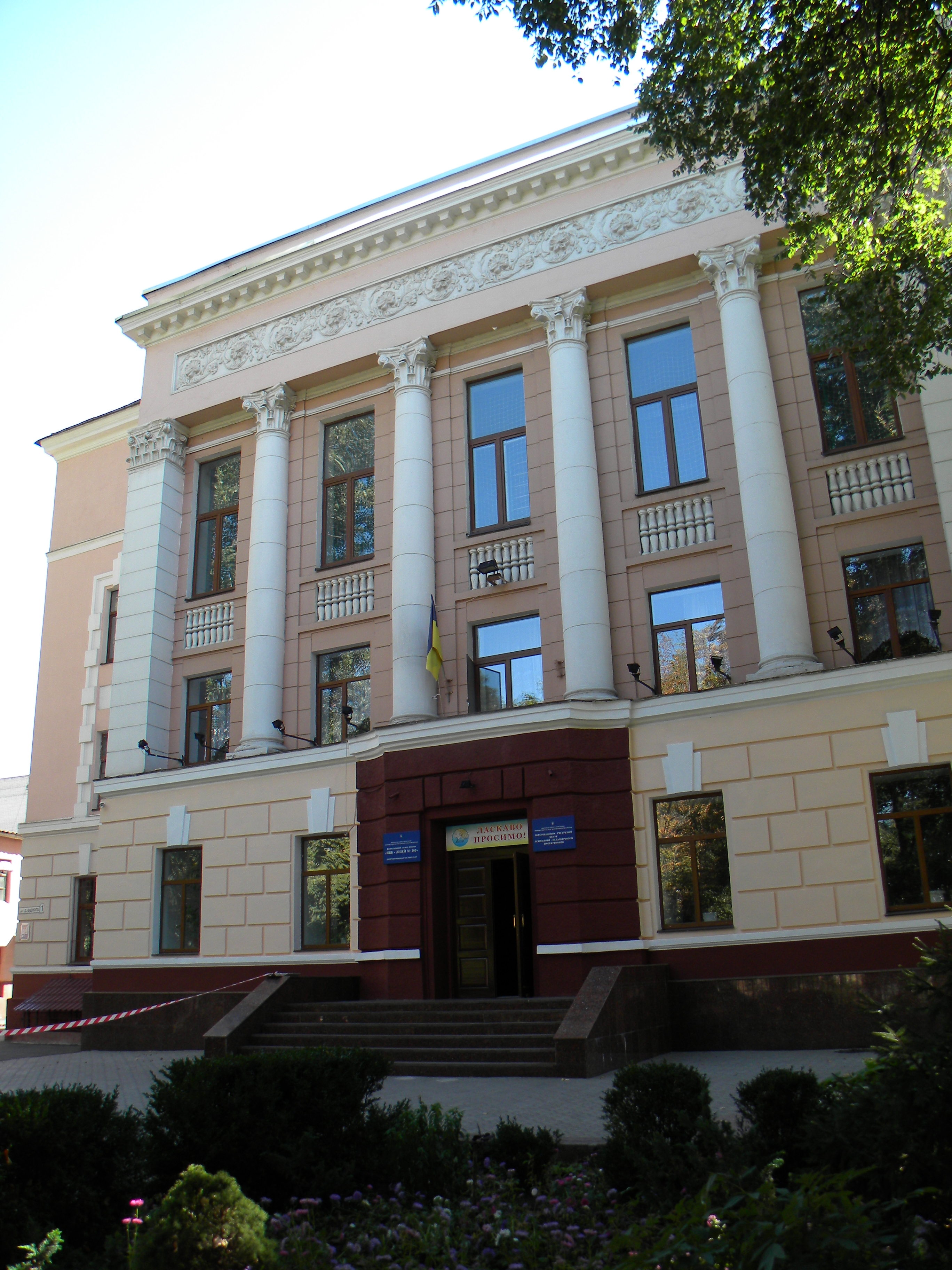
№ 1 — ліцей № 100, типовий проєкт № 34
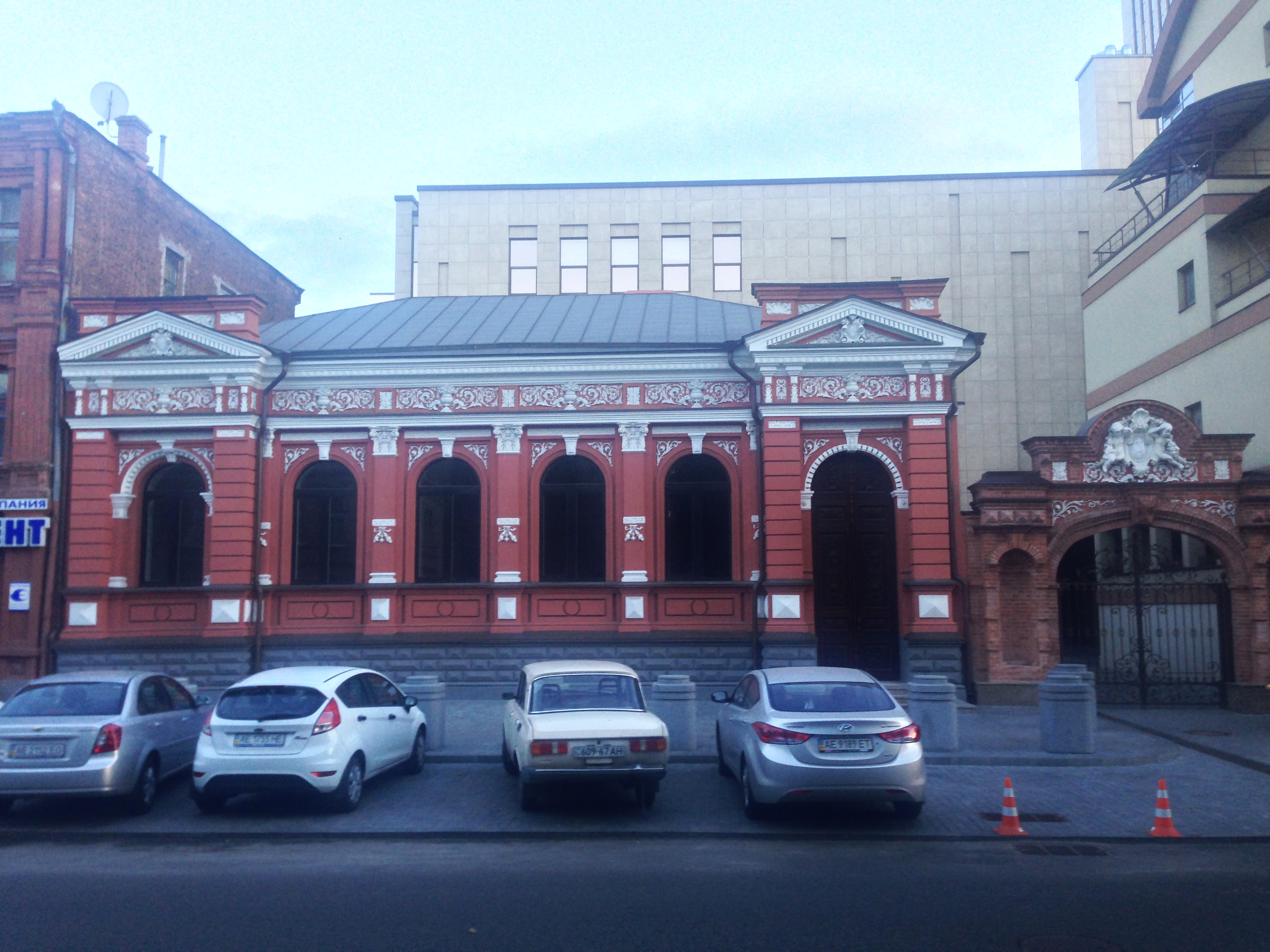
Садиба купця Давида Пчолкина (Успенська площа, 5)
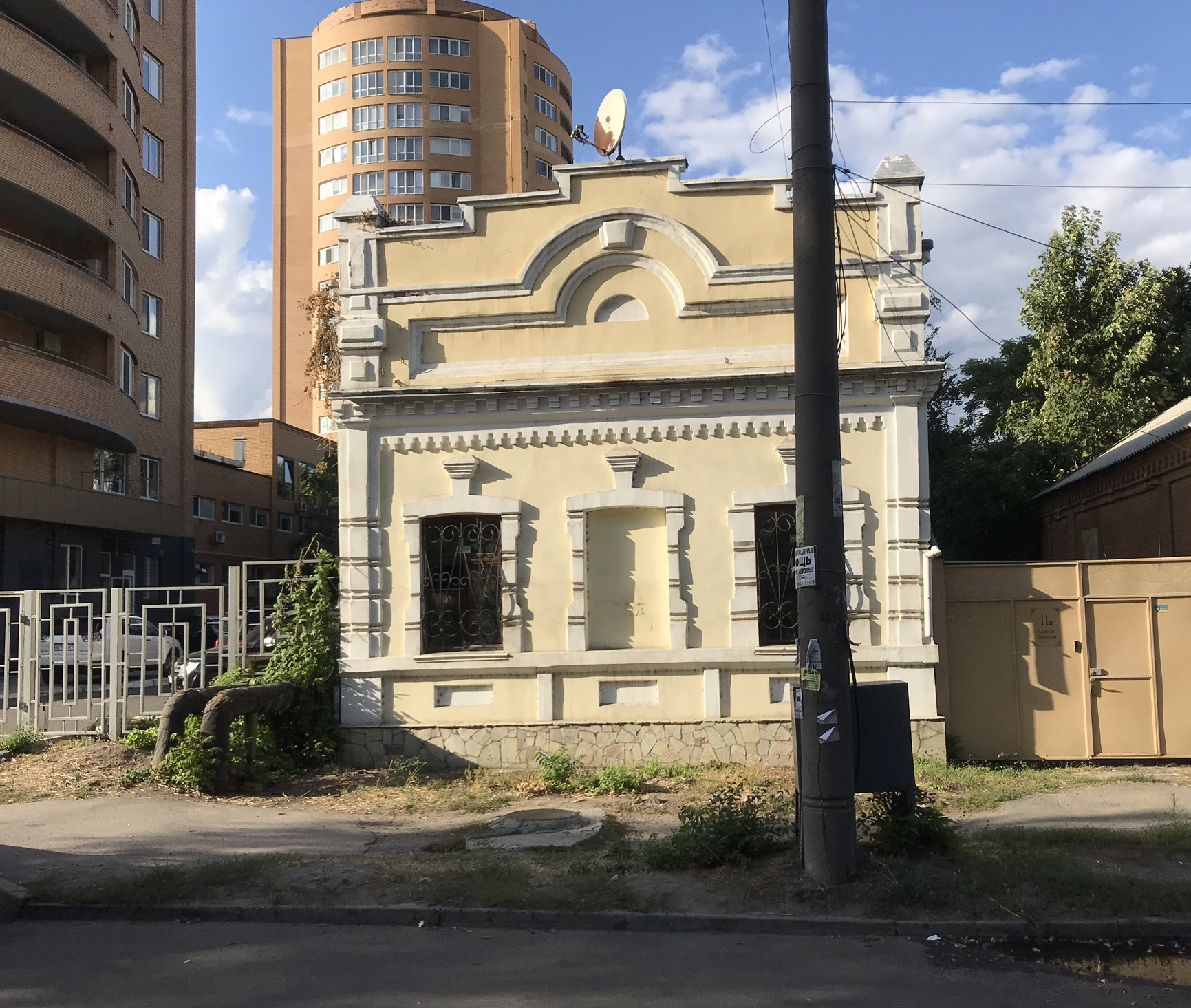
Одноповерхова садиба козацької старшини старої Половиці (Успенська площа, 11-А)